# 22489 Yanaka
22489 Yanaka (1997 GR24) là một tiểu hành tinh vành đai chính được phát hiện ngày 7 tháng 4 năm 1997 bởi A. Nakamura ở Kuma Kogen.